# حوف حلزوني
الحوف الحلزوني هو منطقة سميكة من السمحاق خارج الغشاء الدهليزي. وينتهي خارجا في تجويف هو الثلم الحلزوني الباطن.